# Starý hřbitov (Třebíč)
Starý hřbitov je hřbitov v Třebíči, je umístěn v městské části Horka-Domky mezi ulicemi Ruská, Gorazdovo náměstí, Sokolská a železniční tratí Brno–Jihlava. Na hřbitově se nachází hřbitovní kostel Nejsvětější Trojice.

## Historie

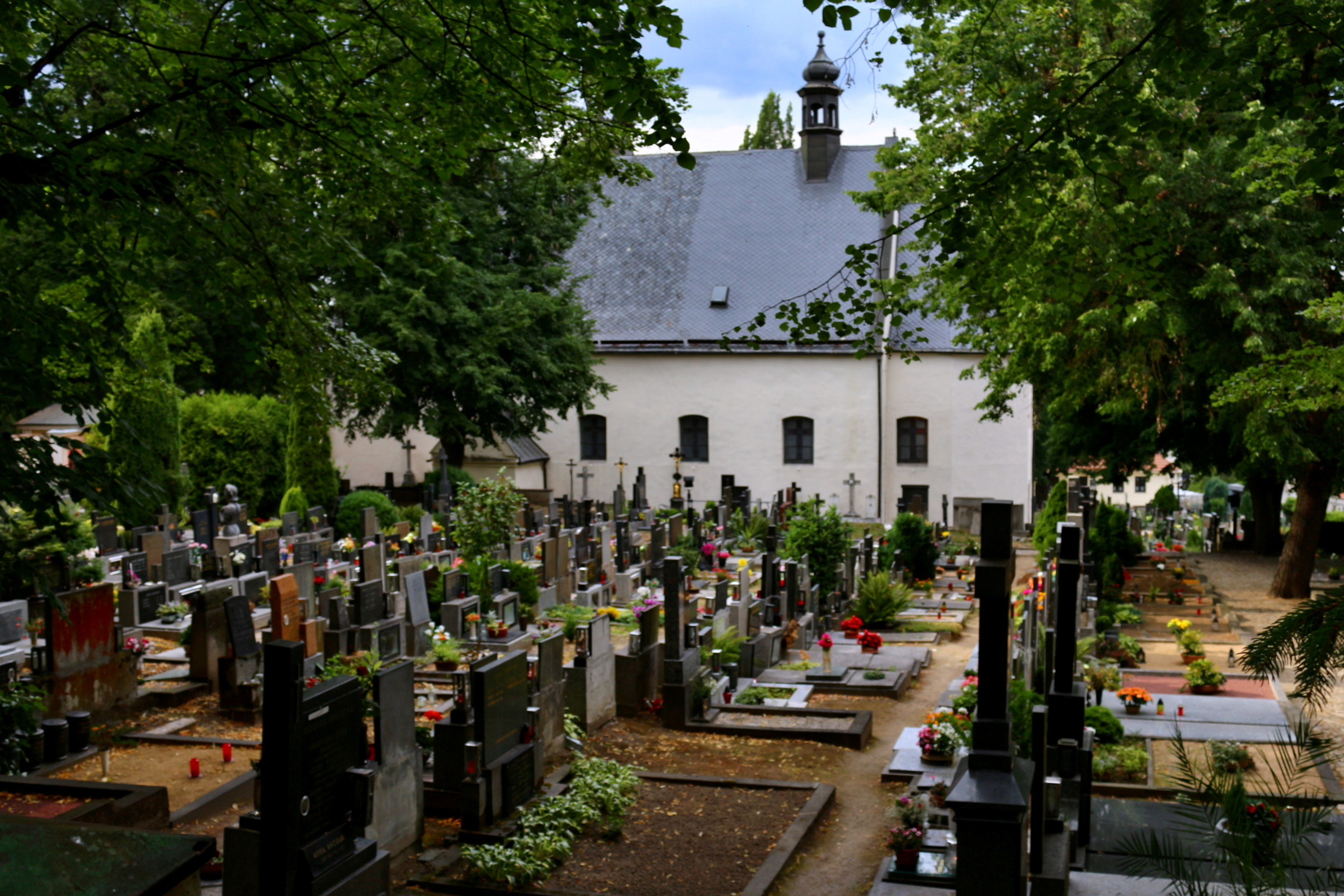
Starý hřbitov a kostel Nejsvětější Trojice

Hřbitov byl postaven na pozemku zakoupeném od Martina Pravečka, byl výjimečný tím, že byl zbudován městskou radou, zatímco jiné hřbitovy obvykle zakládala církev. Hřbitov byl od počátku určen pouze pro obyvatele města Třebíče, jeho předměstí a obce Podklášteří. Hřbitov byl původně nazýván Nový krchov, původní hřbitov u kostela svatého Martina byl pak nazýván Starý krchov. Kostel byl až do 20. let 19. století ohrazen dřevěným plotem, kamenná zeď byla postavena až posléze. Součástí hřbitova byla i kostnice, která byla postavena přibližně kolem roku počátku 17. století, nová kostnice pak byla postavena v roce 1708. V roce 1847 pak byl na hřbitově postaven dům pro hrobníka, ve kterém byla také umístěna márnice a pitevna. Mezi lety 1864 a 1868 byl hřbitov rozšířen, v roce 1868 na něj také byla přemístěna železná brána z kostela u sv. Martina. dříve se nacházel pouze v bezprostřední blízkosti kostela, posléze byl rozšířen z 5756 m² na 10173 m². Mezi lety 1902 a 1904 byl hřbitov rozšířen západním směrem stavitelem Rajmundem Volfem. na tuto část vede nově postavená brána. K otevření nové části hřbitova došlo 15. května 1904. Další hřbitov pak měl stát na severní straně Strážné hory, tento projekt se však nezrealizoval. Na hřbitově bylo postaveno několik velkých hrobek, kdy jednou z výrazných je hrobka rodiny Budischowských, která však od roku 1959 sloužila jako obřadní místnost pro nekatolíky. V roce 1977 byl v Týně otevřen tzv. Nový hřbitov, ale na původní se pohřbívá i nadále.
Během doby provozu hřbitova byly některé hroby opuštěny a o tyto hroby se pak staralo město, jednalo se například o hrob Jana Miloslava Haněla či dr. Konečného.
Během první světové války byly na třebíčském hřbitově pohřbíváni vojáci, kteří zemřeli v třebíčských lazaretech. V roce 2017 bylo rozhodnuto, že město Třebíč nechá opravit hroby celkem 49 vojáků, kteří zemřeli ke konci první světové války v Třebíči a byli pohřbeni na třebíčském starém hřbitově. Důvodem je také symbolické datum stého výročí konce války v roce 2018. Náhrobky nebyly opraveny od jejich usazení.
V roce 2022 získaly třebíčské hřbitovy novou společnost, která je provozuje.

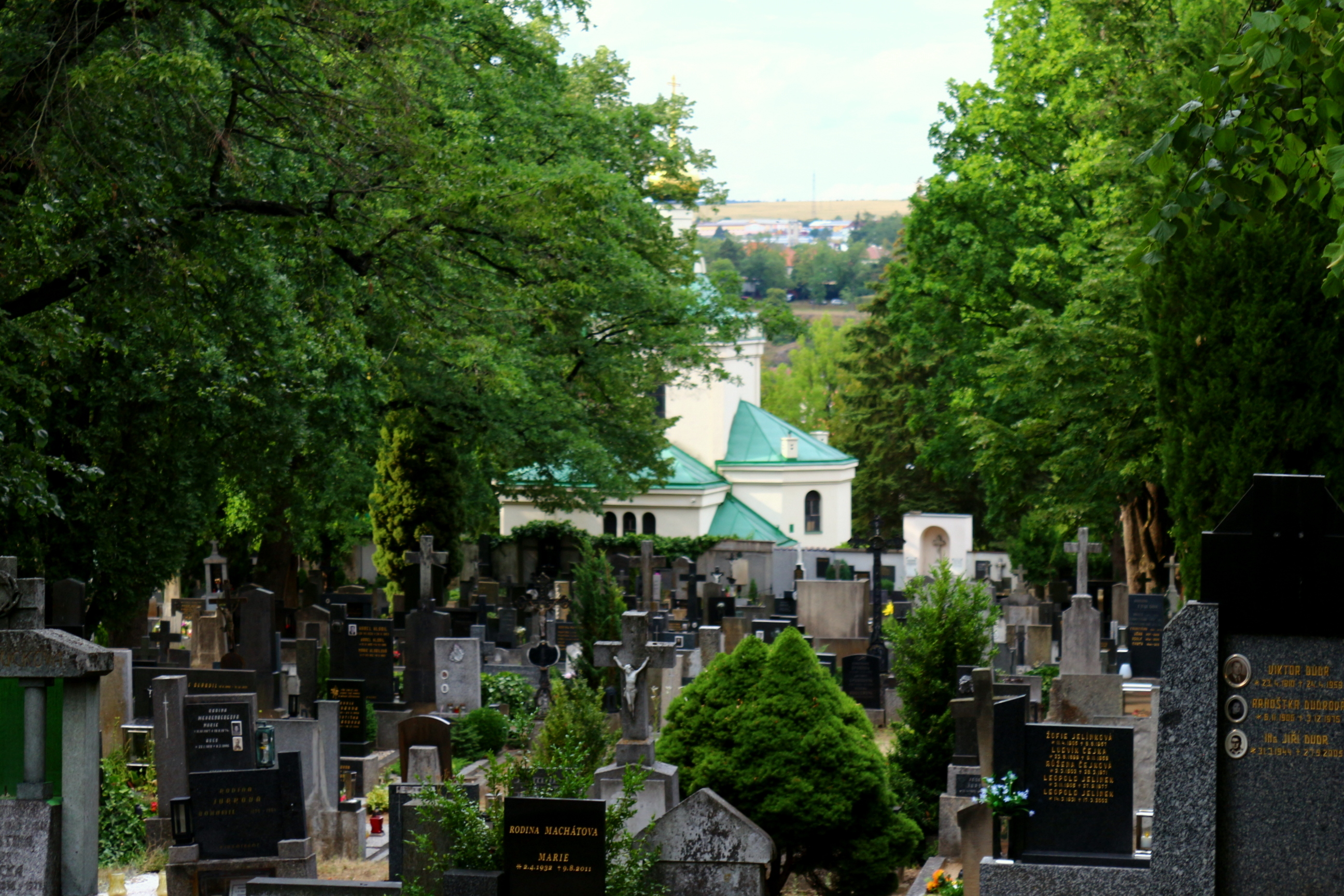
Pravoslavný chrám sv. Václava a Ludmily pod Starým hřbitovem

K severní straně Starého hřbitova přiléhá zadní část chrámu svatého Václava a svaté Ludmily české pravoslavné církve.

## Pohřbení
Na hřbitově se nachází několik honosných hrobek, jsou jimi např. hrobka rodiny Budischowských z konce 19. století, Segenschidova hrobka z roku 1895, hrobka rodiny Fundulusových z roku 1888, hrobka rodu Waldstein-Wartenberg a hrobka kapucínského kláštera. Dále také jsou na hřbitově pochováni vojáci zemřelí v třebíčských lazaretech na konci první světové války a také na hřbitov byly do hrobky Ignáta a Emilie Stašových přeneseny ostatky českých bratří ze 16. a 17. století, které musely být přeneseny z míst u třebíčského kapucínského kláštera, kde byl na místě hřbitova postaven zimní stadion. U budovy kostela je také místo pro ukládání ostatků kněžích z kostela sv. Martina z Tours.
U budovy kostela jsou i další náhrobky, např. náhrobek Mikuláše Charváta, kdy jeho náhrobek byl do roku 1902 umístěn přímo v kostele. Dále také se u kostela nachází náhrobníky Jana Osovského z Doubravice, Eleonory Strnišťové, Augustina Menšíka, U kostela se také nachází hroby rakousko-uherských vojáků a válečných zajatců z první světové války. Nedaleko kostela také najdeme pomník obětem první světové války a pomník obětem druhé světové války z oblasti Třebíčska.
U průchodu do nové části hřbitova jsou přemístěné hřbitovní kameny ze 16.–18. století, pochází z neudržovaných hrobů. Na stejném místě je umístěn pomník obětem druhé světové války.

## Galerie

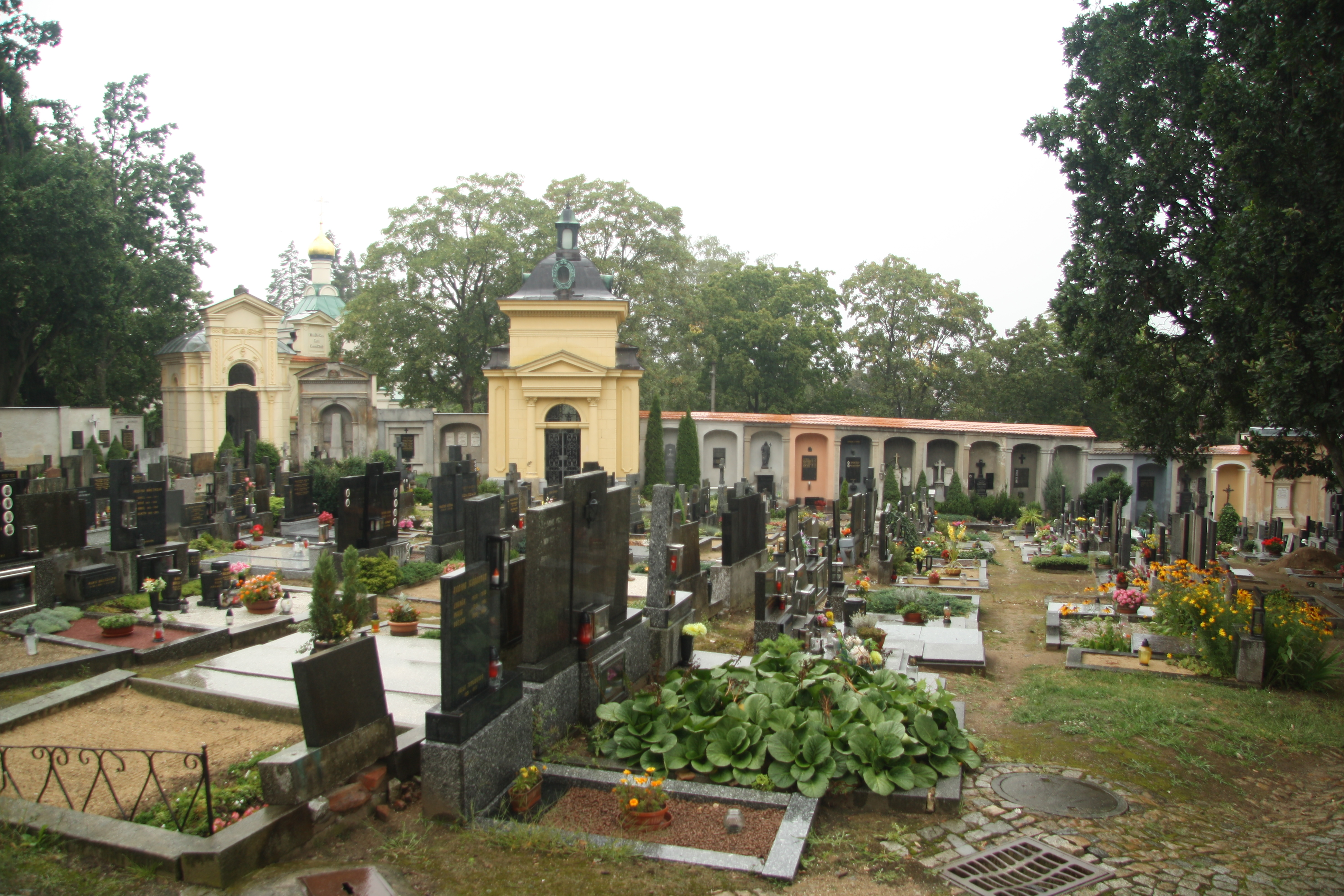
Pohled na spodní část hřbitova
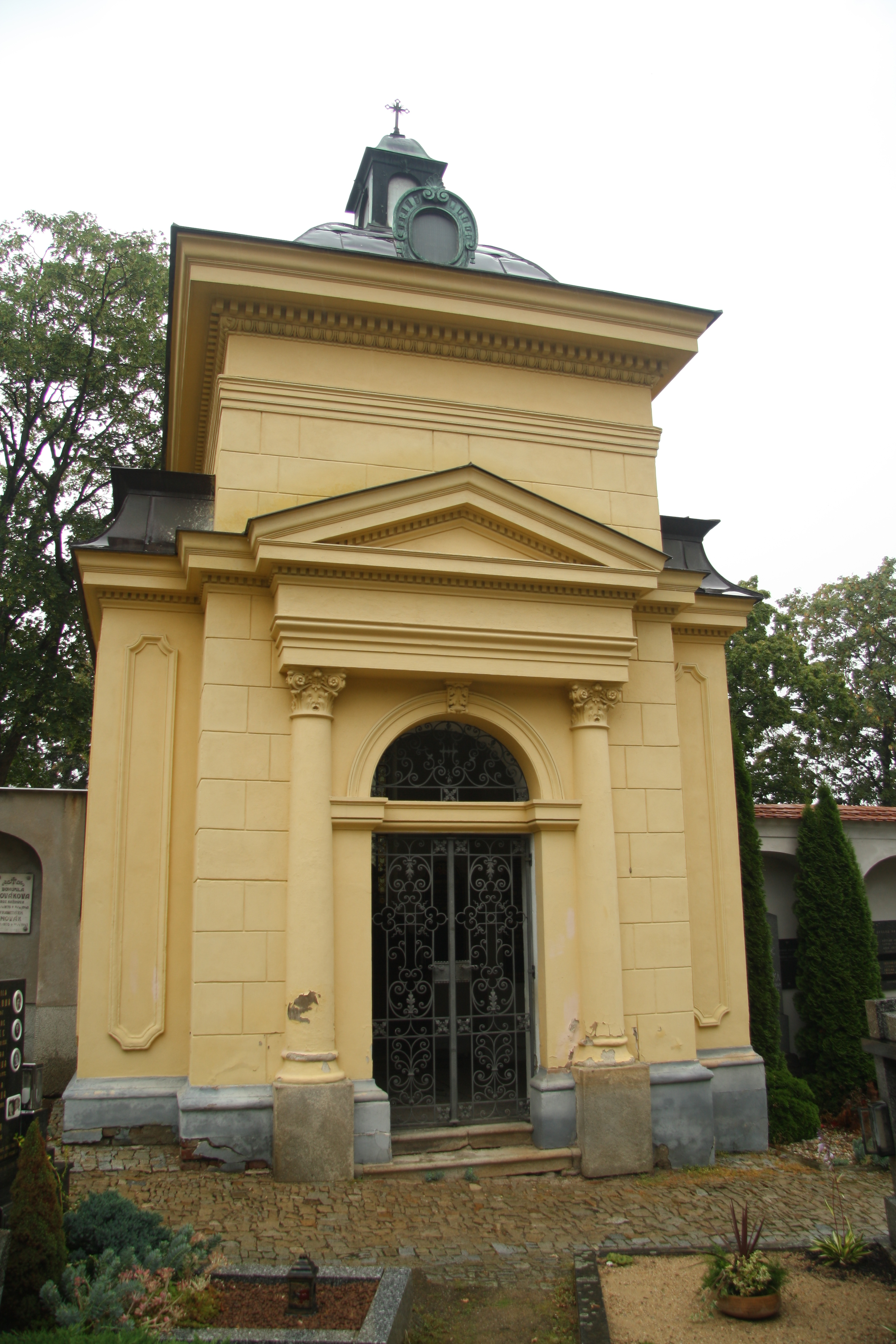
Pohřební kaple
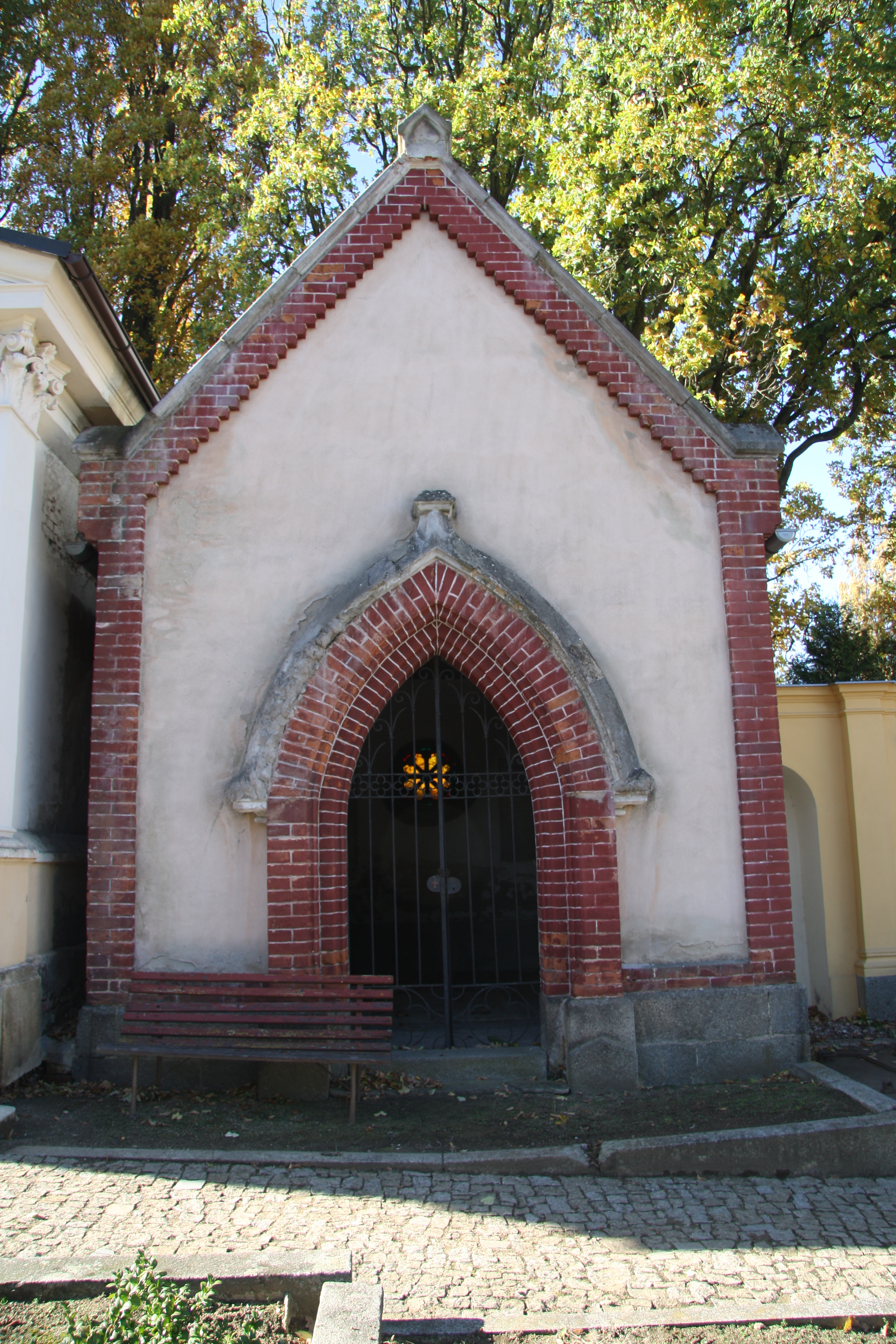
hrobka rodiny Budischowskych
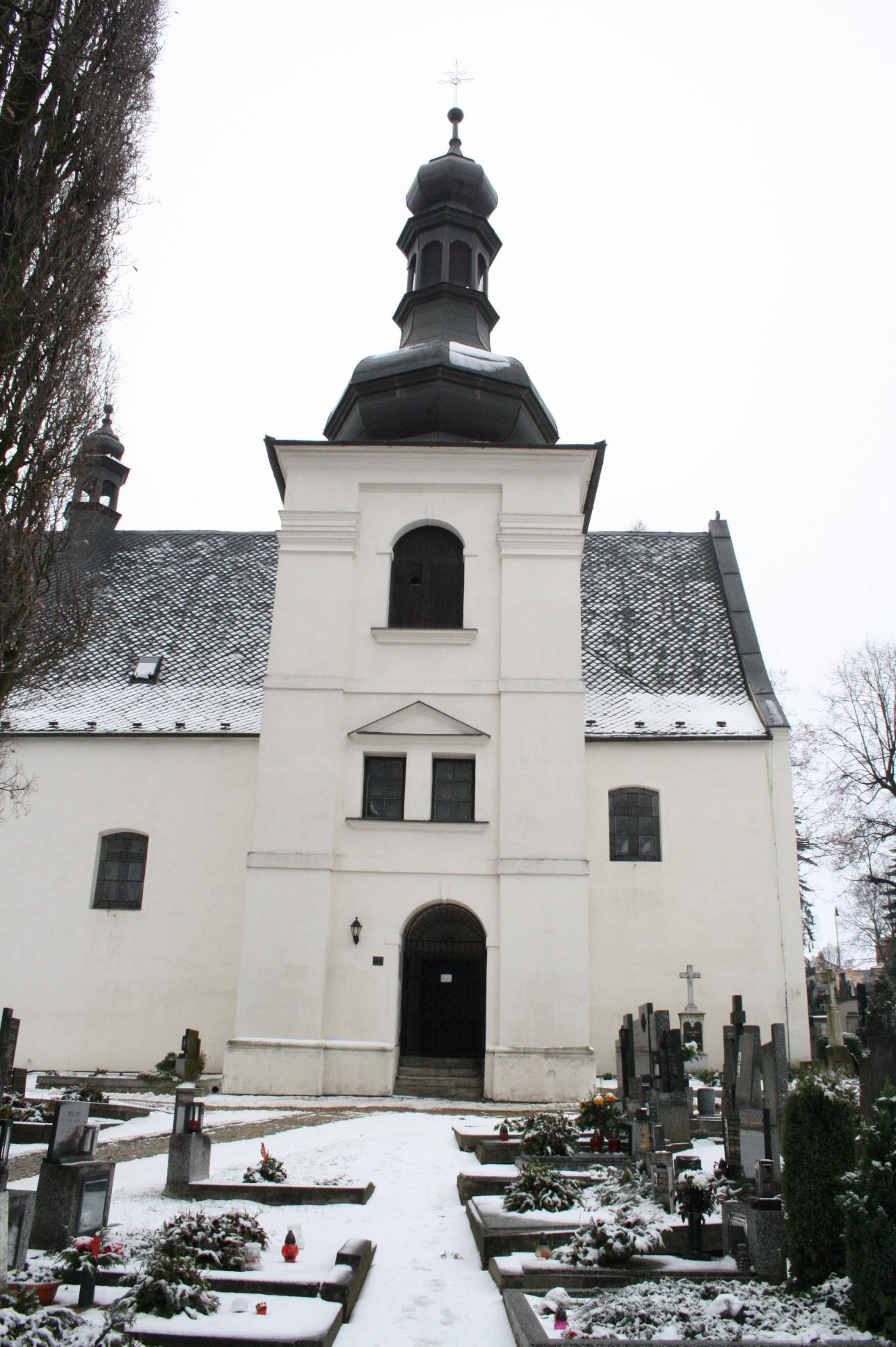
Věž kostela Nejsvětější Trojice
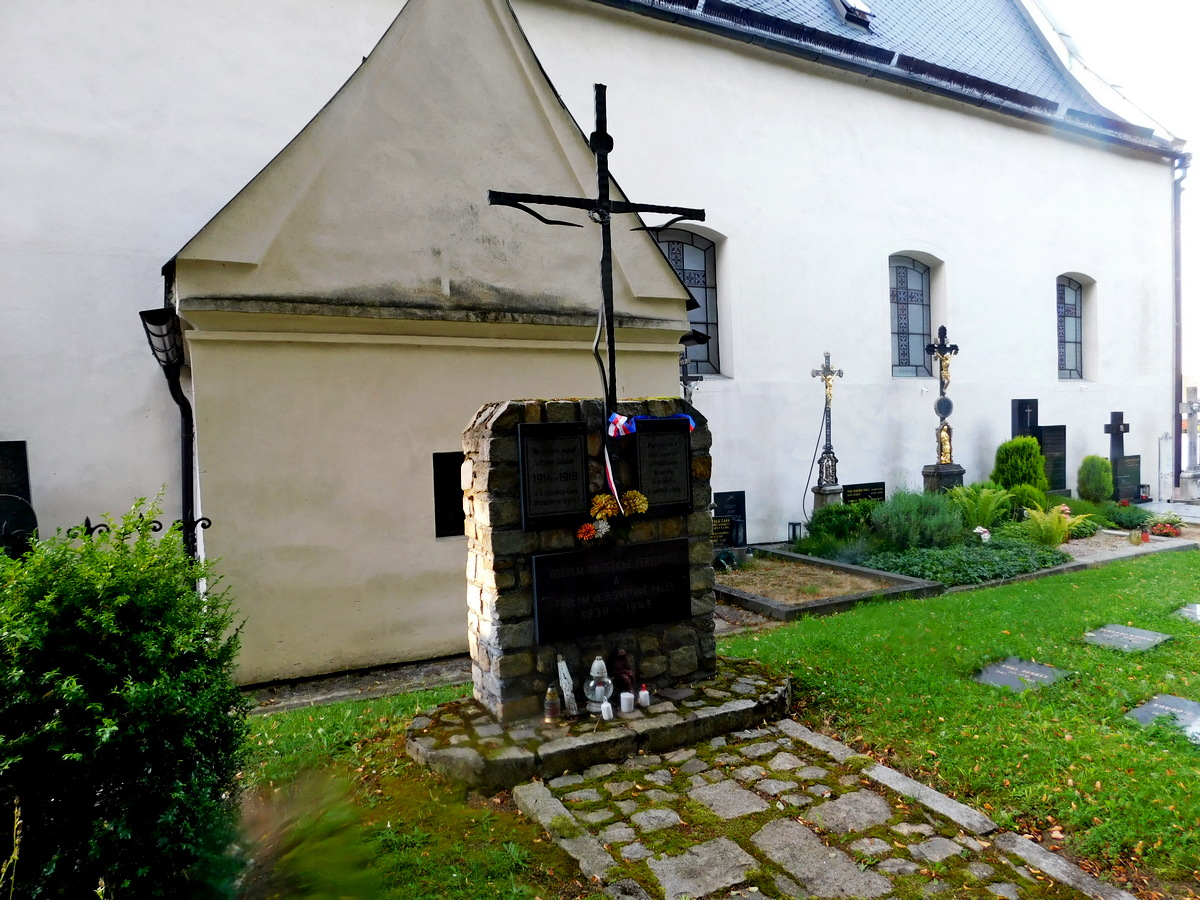
Pomník obětem první a druhé světové války
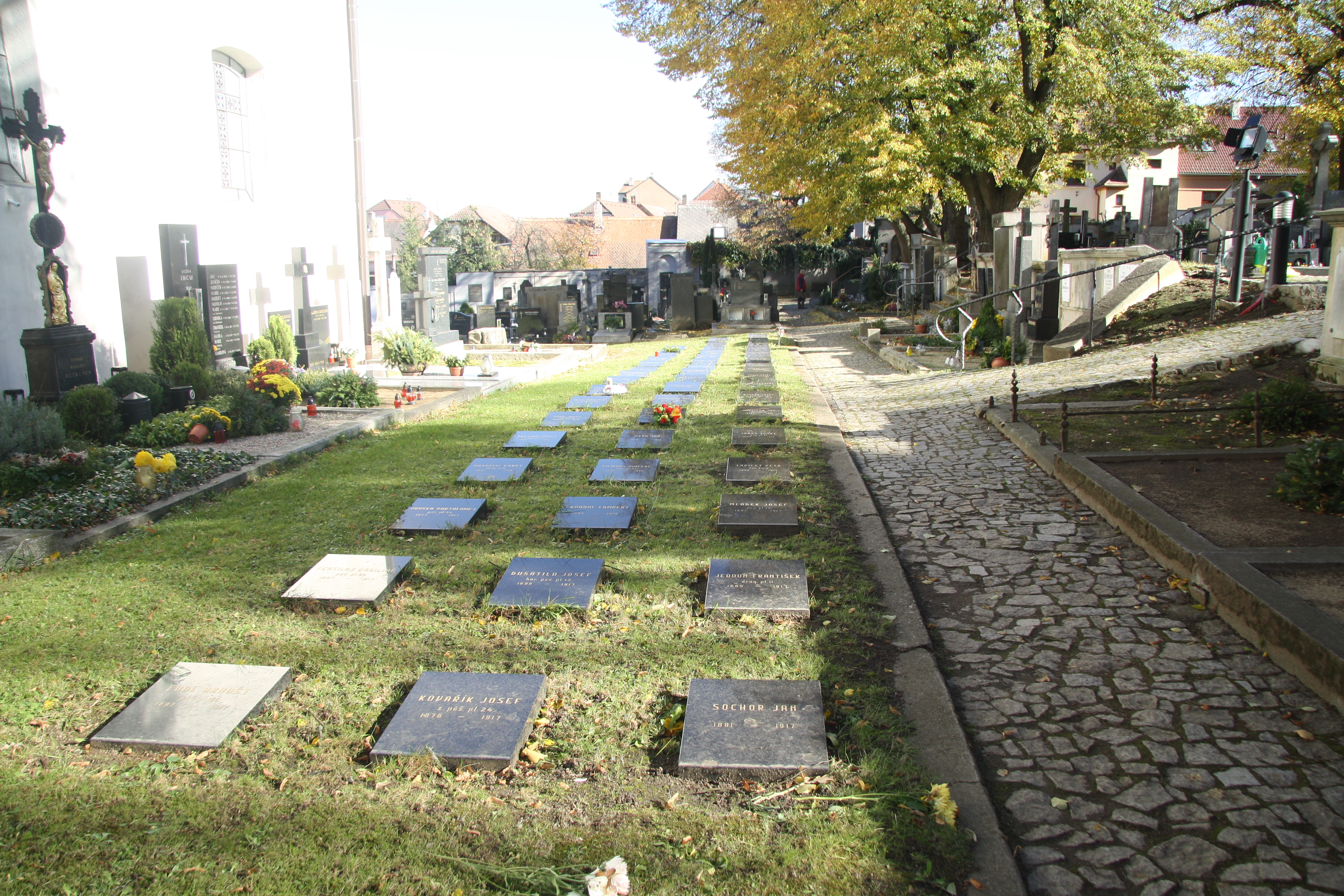
Hroby obětí první světové války
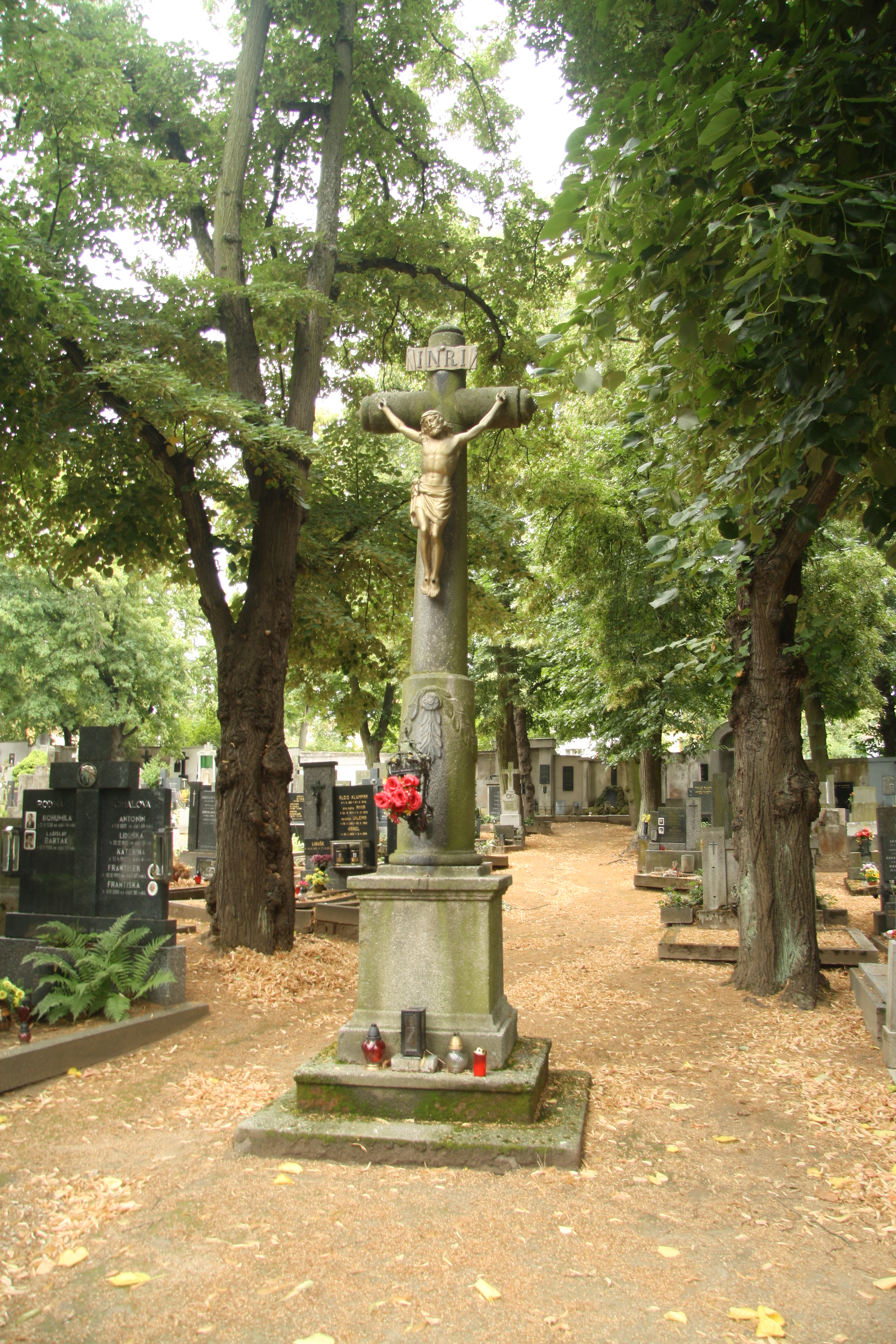
Ústřední kříž západní části hřbitova
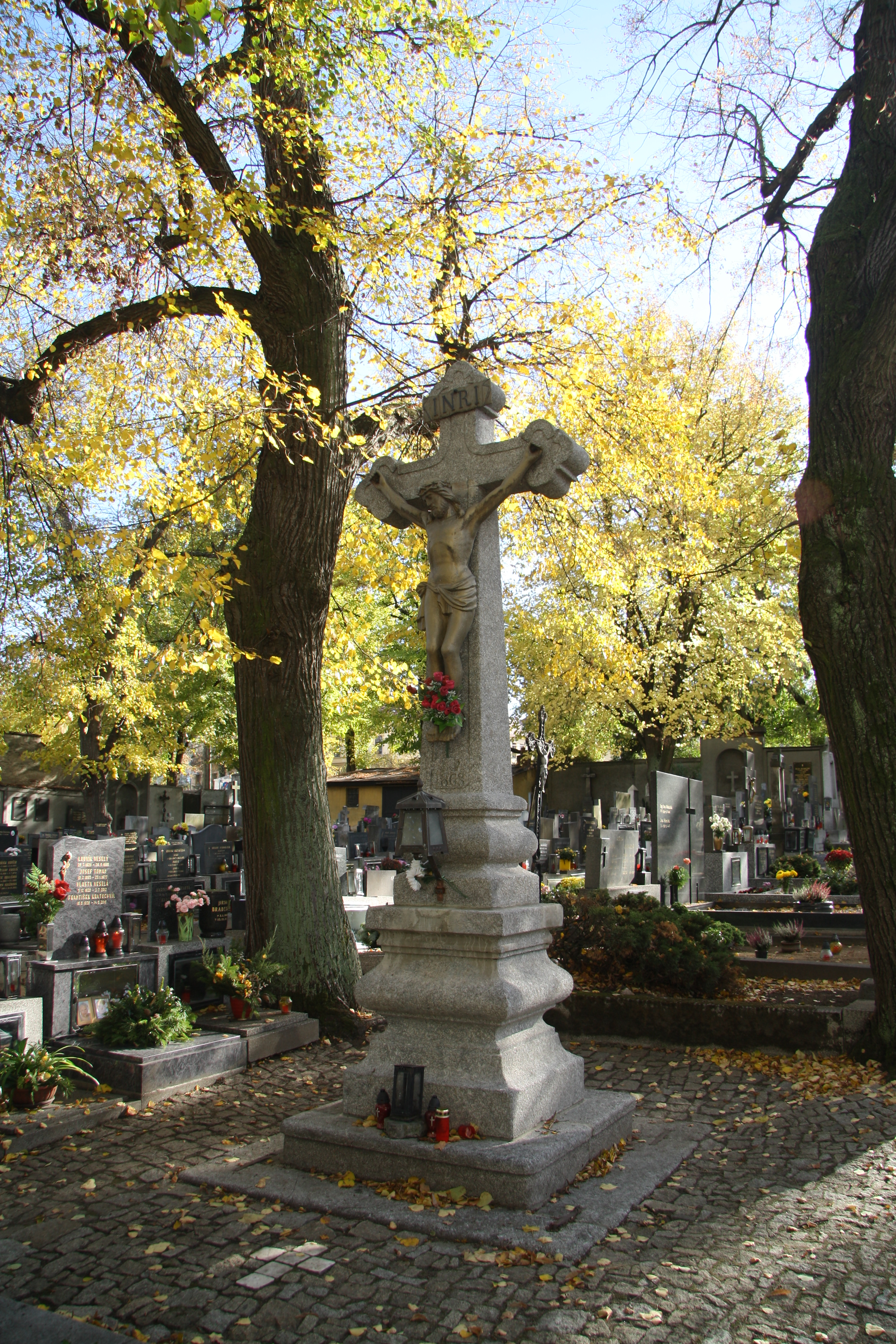
Ústřední kříž východní části hřbitova